# آلفرد روزنبرگ
آلفرد ارنست روزنبرگ (انگلیسی: Alfred Ernst Rosenberg (زادهٔ ۱۲ ژانویه ۱۸۹۳ – درگذشتهٔ ۱۶ اکتبر ۱۹۴۶) تئوریسین حزب ملی سوسیالیست کارگران آلمان بود. او اولین بار توسط دیتریش اکارت به آدولف هیتلر معرفی شد. روزنبرگ در کل دوره حکومت ناسیونال سوسیالیسم در آلمان رئیس دفتر سیاست خارجی حزب ملی سوسیالیست کارگران آلمان بود.
مدرک تحصیلی روزنبرگ مهندسی عمران بود و طرح پایان‌نامه او در مورد کوره‌های مرده سوزی بود و برخی از مورخین او را به عنوان مبتکر کوره‌های آدم سوزی در هولوکاست می‌دانند. بعد از فروپاشی حزب نازی و خودکشی هیتلر روزنبرگ به همراه بقیه افراد حزب نازی دستگیر و در نهایت در دادگاه نورنبرگ محکوم به اعدام شدند.

## تئوریهای نژادی

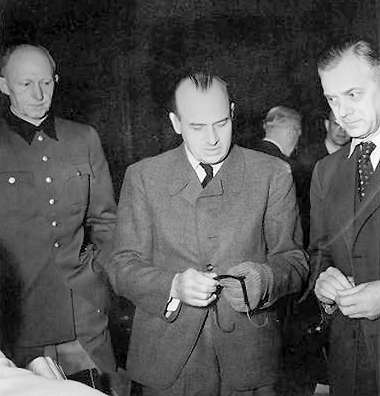
آلفرد روزنبرگ (سمت راست) در کنار هانس فرانک (وسط) و آلفرد یودل در دادگاه نورنبرگ

وی معتقد بود تنها راه نجات آلمان در بازگشت این کشور به سنت‌های نژاد آریایی است و کتابی نیز با نام افسانه قرن بیستم در همین مورد نوشته بود که در کنار کتاب نبرد من آدولف هیتلر مهم‌ترین کتاب ایدئولوژیک رایش سوم به‌شمار می‌رفت. وی در کتابش دین اصلی نژاد آریایی را ادیان باستانی قوم ژرمن معرفی می‌کند و ادیان اسلام و مسیحیت را به عنوان دینهای یهودی نفی می‌کند.او در افسانه قرن بیستم اسلاوها خصوصاً لهستانیها را مادون انسان توصیف می‌کند.
روزنبرگ به عنوان نظریه‌پرداز نژادی اصلی حزب ناسیونال سوسیالیست، بر تأسیس یک نردبان نژادی انسانی برای توجیه سیاستهای نژادی هیتلر را بر عهده داشت. روزنبرگ بر مبنای آثار آرتور دو گوبینو، هیوستن استیوارت چمبرلین و مدیسن گرانت و هیتلر کار کرد. او سیاهان و یهودیها را در انتهای پایینی نردبان و نژاد سفید یا آریایی را در بالاترین نقطه آن قرار داد. او نظریه نوردیک را ارئه کرد که آلمانی‌ها را نژاد برتر و بالاتر از همه دیگران، از جمله سایر آریاییان (هند و اروپاییان) می‌دانست.
نردبان نژادی به این شکل بود که ملت نوردیک در صدر برتری نژادی، سپس مردم جنوب اروپا از جمله ایتالیا-یونان-اسپانیا و مردم آمریکای شمالی و در نهایت مردم هندوستان-ایران-ارمنستان در پایین‌ترین درجه قرار داشتند.
روزنبرگ در گذر سال‌ها، نظریه نژادی ناسیونال سوسیالیستی را تغییر شکل داد ولی آن همواره شامل برتری آریایی، ملی‌گرایی شدید آلمانی و یهودستیزی خشن بود. او از مخالفین صریح الهجه همجنسگرایی به خصوص در کتابچه «در سوامپف» بود و در آن هم‌جنس‌گرایی (خصوصاً برای زنان) را مانعی بر گسترش جمعیت نوردیک می‌دانست.
موضع او در خصوص اسلاوها بسته به ملت فرق داشت. او از چکها و لهستانی‌ها نفرت داشت و نوشته بود که هیچ ملاحظه‌ای برایشان که بی‌ارزش و خودخواه و ناتوان اند نباید صورت گیرد. آن‌ها باید به سوی شرق سوق داده شوند، تا زمین برای آماده شدن توسط دستان مشتاق دهقانان توتنی آزاد شود. او در نتیجه نظریه «درانگ ناخ استن» مأموریت خود را فتح و استعمار شرق اسلاوی می‌دانست.

## مسئله اسپینوزا
اروین دیوید یالوم نویسنده و روانشناس سرشناس آمریکایی در رمان (مسئله اسپینوزا) در کنار روایت پایاپای زندگی باروخ اسپینوزا فیلسوف بنام و قهرمان و چهرهٔ مورد علاقه روزنبرگ به شکلی گویا به زندگی او پرداخته و از دوران کودکی تا به قدرت رسیدنش در بین نازی‌ها شرح حالی از وی نوشته که بسیار تأثیرگذار است و در این رمان به دلایل یهودی‌ستیزی وی و عمده دلایلش جهت کشتار یهودیان اروپا اشاره نموده و به نوعی چرایی آن مقدار یهودی کشی نازی‌ها را توضیح داده.

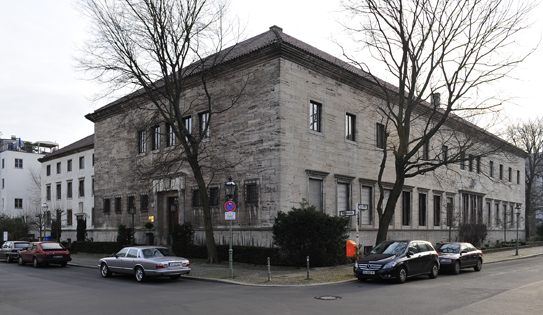
از سال ۱۹۴۲ دفتر وزیر برای اشغال سرزمین‌های شرقی آلفرد روزنبرگ
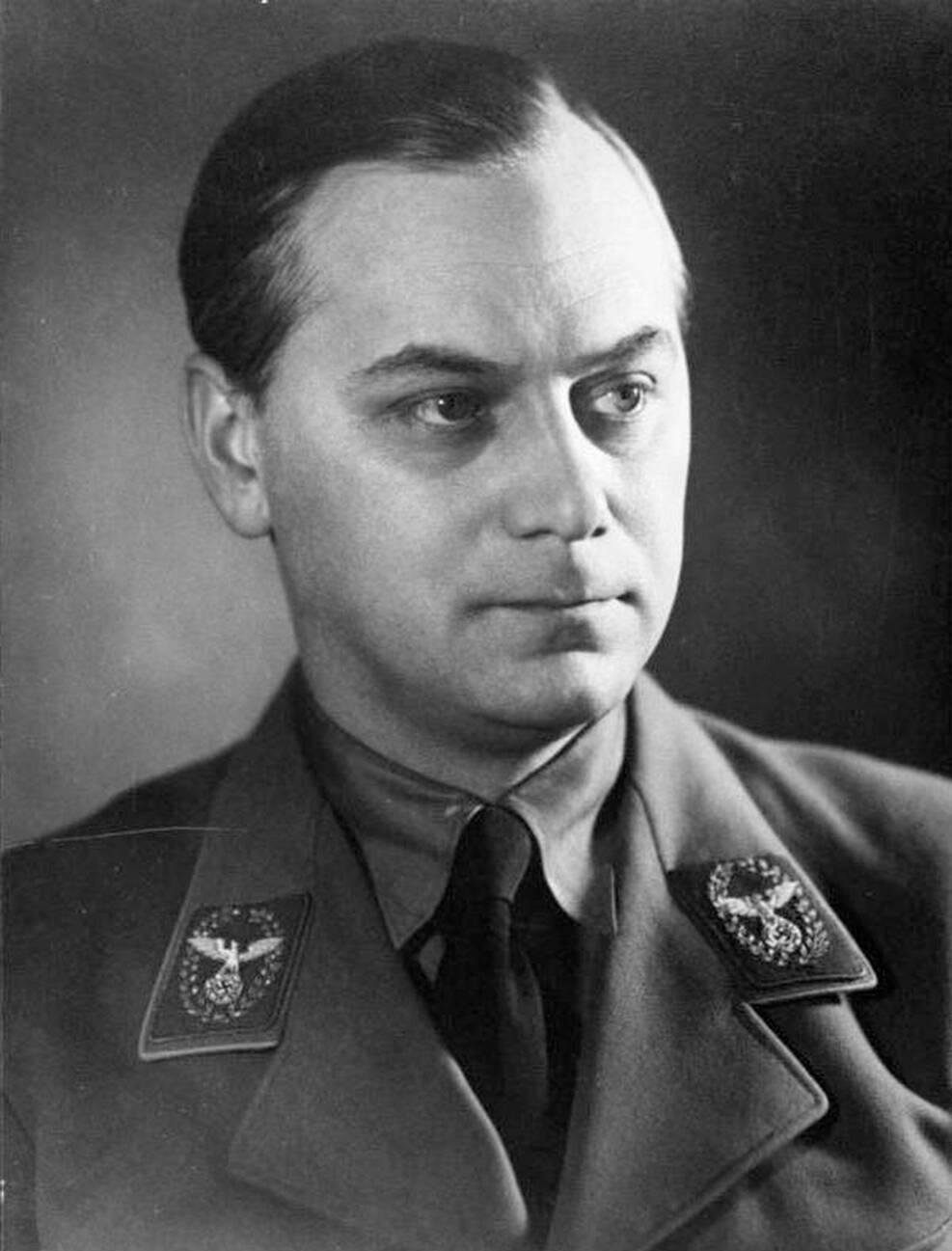
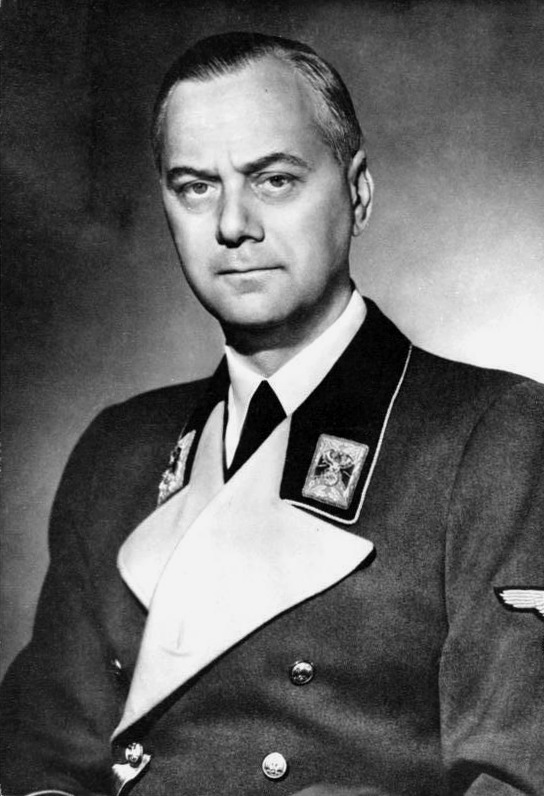
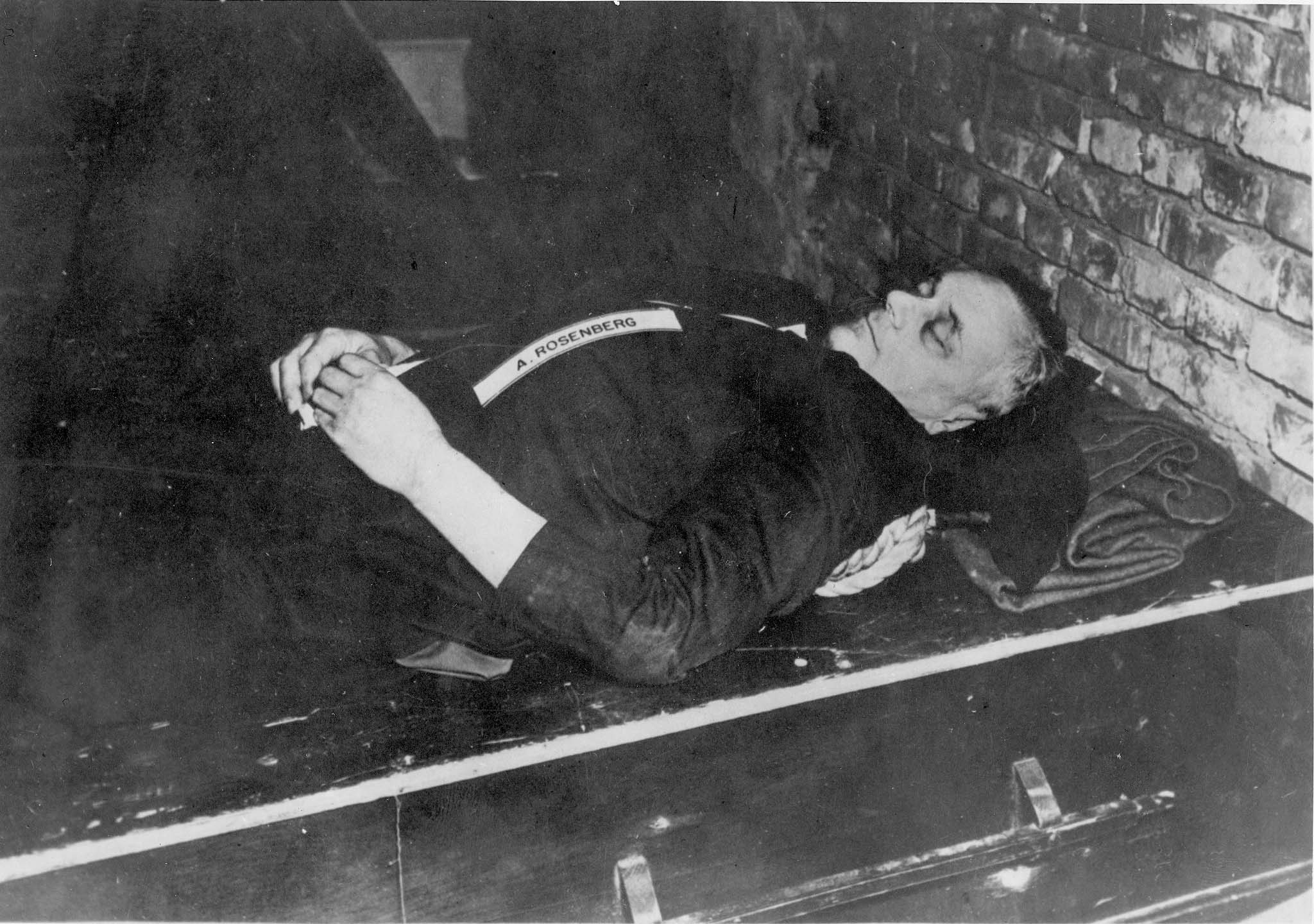